# Ambleteuse
Ambleteuse là một xã trong vùng Hauts-de-France, thuộc tỉnh Pas-de-Calais, quận Boulogne-sur-Mer, tổng Marquise. Tọa độ địa lý của xã là 50° 48' vĩ độ bắc, 01° 36' kinh độ đông. Ambleteuse nằm trên độ cao trung bình là 25 mét trên mực nước biển, có điểm thấp nhất là 0 mét và điểm cao nhất là 77 mét. Xã có diện tích 5,45 km², dân số vào thời điểm 1999 là 1976 người; mật độ dân số là 363 người/km².

## Thông tin nhân khẩu
| 1962  | 1968  | 1975  | 1982  | 1990  | 1999  |
| ----- | ----- | ----- | ----- | ----- | ----- |
| 1.187 | 1.219 | 1.441 | 1.805 | 2.007 | 1.976 |

## Địa điểm tham quan
- Nhà thờ Saint-Pierre
- Pháp đài Mahon